# Lozio
Lozio (lombardul: Lóh) település Olaszországban, Lombardia régióban, Brescia megyében. Lakosainak száma 352 fő (2023. január 1.). Lozio Cerveno, Malegno, Ossimo és Schilpario községekkel határos.

## Népesség
A település lakossága az elmúlt években az alábbi módon változott:
| Lakosok száma | 397  | 404  | 352  |
|               | 2017 | 2018 | 2023 |